# Jiřetín pod Bukovou
Jiřetín pod Bukovou (deutsch Georgenthal) ist eine Gemeinde im Liberecký kraj in Tschechien. Sie ist Mitglied in der Mikroregion Kamenice und Euroregion Neiße.

## Geografie
Jiřetín pod Bukovou liegt im Isergebirge am Fuß des Buková (Buchberg, 837 m) am rechten Ufer der Kamnitz (Kamenice).

## Geschichte
Die erste schriftliche Erwähnung stammt aus der Steuerrolle von 1654. Albrecht Maximilian Desfours erhielt 1662 in der Gegend Grundherrschaften und gründete Niederlassungen von werktätigen Zuwandernden, deren Ortsgründungen Vornamen seiner Familie erhielten. Morchenstern (Smržovka) gliederte er als eigenständig aus.
In der Mundart des Isergebirges waren auch die Namen Geörgthal, Geörgensberg, Girgenthal und Jergnstol für Georgenthal gebräuchlich.
1862 wurde der Erfinder und Industriepionier Daniel Swarovski in Georgenthal bei Albrechtsried im Bezirk Gablonz in eine Familie von Glasschleifern geboren, die 1895 für 10 Jahre in Johannesthal bei Reichenberg ein erfolgreiches Unternehmen der Schmucksteinindustrie mit neuen Schleifapparaten entwickelte und auch 1895 nach Wattens in (Tirol) weiter zog. 1908 bis 1945 und der Vertreibung der Deutschen aus der Tschechoslowakei war in Georgenthal das Unternehmen Johann Schowanek ansässig, welches zeitweise mehr als 1300 Personen beschäftigte.

## Persönlichkeiten
- Daniel Šwartz, später Daniel Swarovski (1862–1956), böhmisch-österreichischer Glasschleifer und Unternehmer

## Partnerstädte
- Wleń, Polen
- Mściwojów, Polen